# Keep a Lid on Things
Keep a Lid on Things è un singolo dei Crash Test Dummies estratto dall'album Give Yourself a Hand nel 1999.
In questo singolo Brad Roberts canta per la prima volta in falsetto.

## Tracce
1. Keep a Lid on Things – 2:44
2. Filter Queen – 2:55
3. Handy Candyman – 3:00

## Il video
Nel video si vede Brad Roberts guidare una versione robotica della band e, in una scena, esce dai robot per prendere una nuova batteria per loro.

## Classifiche
| Classifica (1999)                | Posizione massima |
| -------------------------------- | ----------------- |
| Billboard Canadian Singles Chart | 5                 |